# چارلز لایل
سر چارلز لایل، بارون نخست، کی‌تی اف‌آراس (به انگلیسی: Sir Charles Lyell, 1st Baronet, FRS) (زاده ۱۴ نوامبر ۱۷۹۷ - درگذشته ۲۲ فوریه ۱۸۷۵) وکیل انگلیسی، و مشهورترین زمین‌شناس عصر خود بود. او به عنوان نویسنده اصول زمین‌شناسی مشهور شد، که در آن از ایده همدیس گرائی/یکنواخت‌گرایی جیمز هاتن - نظریه‌ای که بنابر آن تغییرات سطح زمین به تدریج و طی دوره‌های زمانی طولانی روی داده‌است - استفاده کرد.
داروین کتاب اصول زمین‌شناسی را در سفر با کشتی بیگل به همراه داشت، و از ایده‌های آن در تنظیم نظریه تکامل استفاده کرد. داروین و لایل از دوستان نزدیک و تأثیرگذار بر یکدیگر بودند.